# Pronuba
Pronuba is een kevergeslacht uit de familie van de boktorren (Cerambycidae). De wetenschappelijke naam van het geslacht werd voor het eerst geldig gepubliceerd in 1861 door Thomson.

## Soorten
Pronuba omvat de volgende soorten:
- Pronuba decora Thomson, 1861
- Pronuba dorilis (Bates, 1867)
- Pronuba gracilis Hovore & Giesbert, 1990
- Pronuba incognita Hovore & Giesbert, 1990
- Pronuba lenkoi Monné & Martins, 1974